# Sailly (Ardenne)
Sailly è un comune francese di 238 abitanti situato nel dipartimento delle Ardenne nella regione del Grand Est.

## Società

### Evoluzione demografica
Abitanti censiti